# Longeville-sur-Mogne
Longeville-sur-Mogne är en kommun i departementet Aube i regionen Grand Est (tidigare regionen Champagne-Ardenne) i nordöstra Frankrike. Kommunen ligger  i kantonen Bouilly som ligger i arrondissementet Troyes. År 2022 hade Longeville-sur-Mogne 138 invånare.

## Befolkningsutveckling
Antalet invånare i kommunen Longeville-sur-Mogne
Referens: INSEE